# Province de Tarente
Pour les articles homonymes, voir Tarente (homonymie).
La province de Tarente est une province italienne, dans la région des Pouilles.
La capitale provinciale est Tarente.

## Géographie
Créée en 1923 à la suite de la séparation de l'ancienne Terre d'Otrante, c'est la quatrième province des Pouilles en termes de superficie et de population. Surplombant la mer Ionienne au sud dans le golfe de Tarente, elle est limitrophe à l'ouest de la province de Matera (région de la Basilicate), au nord de la ville métropolitaine de Bari, à l'est de la province de Brindisi et au sud-est de la province de Lecce.

## Histoire
Le 2 septembre 1923 est publié le décret qui, le 21 décembre, fait de Tarente une province en séparant le district de Tarente de la province de Lecce, en partie en reconnaissance du rôle important que la ville a joué tant dans l'Antiquité que dans l'époque moderne, mais surtout dans le respect du principe fasciste de projection maritime de l'État italien bien représenté par l'arsenal militaire maritime de Tarente.
Jusqu'en juillet 1951, elle portait le nom officiel de province ionienne.

### Monuments et lieux d'intérêt
Site archéologique :
- Parc archéologique de Saturo à Leporano
- Parc archéologique des murailles messapiennes à Manduria
- Temple de Poséidon à Tarente
- Crypte du Rédempteur

Architecture militaire :
- Château aragonais de Tarente (début XVe siècle)
- Château espagnol de Tarente (fin du XVe siècle)
- Château épiscopal de Grottaglie (XIVe siècle)
- Château De Falconibus à Pulsano (Xe et XIe siècles)
- Château Muscettola à Leporano ( XIIe et XIIIe siècles)
- Château de Massafra (Xe et XVIIIe siècles)

## Nature
- Le Parc naturel régional Terra delle Gravine, un espace naturel créé en 2005 par la région des Pouilles dans le but de protéger la faune et le patrimoine paysager. Il s'étend entre les provinces de Tarente et Brindisi.
- La Réserve naturelle régionale orientée de la côte orientale de Tarente.
- La Réserve naturelle régionale orientée Bosco delle Pianelle.

## Culture
- Le Musée archéologique national de Tarente